# Kō-jima
Ne doit pas être confondu avec Oshima ko-jima.
Kō-jima (幸島, Kōjima) est une île du Japon située dans la mer de Hyūga, au large de Kushima, dans la préfecture de Miyazaki.
Elle est connue pour sa population de macaques japonais, en particulier depuis qu'elle a été observée au moment où elle s'est mise à laver les patates douces avant de les consommer.